# Rio Branco Atlético Clube
O Rio Branco Atlético Clube, ou simplesmente Rio Branco, é um clube de futebol profissional brasileiro da cidade de Vitória, no Espírito Santo. Fundado em 21 de junho de 1913, foi o terceiro time de futebol profissional fundado no estado. É o clube recordista de títulos do Campeonato Capixaba, tendo já conquistado 39 vezes. Apesar de sua sede ser na capital do estado, costuma mandar seus jogos no Estádio Kleber Andrade, localizado em Cariacica.
Segundo pesquisas, tem a maior torcida do Espírito Santo com aproximadamente 30% dos torcedores do estado.[carece de fontes?] Seu hino, letra e melodia, é de autoria do capixaba Kleber Corradi. Faz com a Desportiva Ferroviária o maior clássico do ES, o DeRB! Contra o Vitória faz o clássico conhecido como Vi-Rio, o clássico mais antigo do estado.

## História
A 21 de junho de 1913 nascia o clube "Mais Querido", criado por Antonio Miguez, José Batista Pavão, Edmundo Martins, Nestor Ferreira Lima, Gervásio Pimentel, Cleto Santos, entre outros, pois não podiam jogar nos clubes de futebol da época. Portanto, resolveram fundar o Rio Branco Atlético Clube. Nasceu com o nome de Juventude e Vigor, mas em 10 de fevereiro de 1914 resolveram homenagear o então Chanceler José Maria da Silva Paranhos Júnior, o Barão de Rio Branco.
Até o ano de 1934, o Rio Branco já havia conquistado dois bicampeonatos (1918–1919 e 1929–1930) e outros dois estaduais (1921 e 1924), mas foi no período entre 1934 e 1951 que o Capa-Preta ganhou sua maior sequência de títulos: Um hexacampeonato (1934–1939), um bi (1941–1942), um tri (1945–1947) e os campeonatos de 1949 e 1951.

### Terceiro lugar nacional: a Copa dos Campeões da FBF (1937)
Jogando no Estádio Governador Bley quando mandante, o capa-preta fez uma boa campanha na Copa dos Campeões de 1937, a primeira edição do Brasileirão. No quadrangular decisivo, ficou à frente da Portuguesa, tendo antes eliminado a Liga da Marinha em fase preliminar. Como destaque, uma vitória sobre o Fluminense por 4 a 3. Chegou ao seu último jogo com chances de título, precisando vencer o Atlético-MG (ambos possuíam 5 pontos; o Fluminense liderava com 6 pontos, mas não jogaria mais), e então torcer para que este não vencesse a Portuguesa. Porém, os capixabas perderam para o Galo por 5 a 1, o qual foi declarado campeão antecipado. Antes, em casa, empatou com o time mineiro em 1 a 1, o primeiro empate da história do Campeonato Brasileiro.
Em 25 de agosto de 2023, a CBF homologou a Copa dos Campeões da FBF como primeira edição do Brasileirão. O Capa-Preta foi o terceiro colocado (tinha como melhor campanha, até então, a de 1963, quando ficou em 7° lugar), possuindo a melhor posição de um clube do Espírito Santo no Campeonato Brasileiro.

### Anos dourados: estádios lotados no Campeonato Brasileiro (1985–1987)
Depois de ganhar dois estaduais seguidos (1982 e 1983) e ser terceiro lugar em 1984, o Rio Branco conquistou o título de 1985 diante de 27 mil torcedores e garantiu vaga no Campeonato Brasileiro da Série A de 1986. Também disputou o Brasileiro da Série A de 1987.
O Capa-Preta conseguiu boas vitórias naquele campeonato: Duas vitórias sobre o Vasco da Gama-RJ (2 a 1 em São Januário (RJ) e 1 a 0 no Kleber Andrade), 2 x 0 sobre o Ceará-CE, 2 a 1 em cima do Internacional-RS, 4 a 0 no Piauí,  2 a 1 no Atlético-GO e 1 a 0 no Náutico-PE em Pernambuco, além de vitórias sobre times como Operário-MT e Nacional-AM. Era a época em que os clubes de fora temiam jogar no Espírito Santo, pois a pressão da torcida era imensa. Em seus 12 jogos como mandante, o "Capa-preta" levou mais de 157 mil pessoas ao Kleber Andrade e ao Engenheiro Araripe. No jogo contra o Vasco da Gama-RJ, o público presente foi de 50 mil espectadores como demonstra a Revista Placar daquela época.

### O renascimento: primeiro rebaixamento, reestruturação e a volta domais querido(2003–2010)
A década de 1990 até o início dos anos 2000 foi um período complicado para o Rio Branco. Nessa época, o clube se endividou e viveu um jejum de 24 anos sem títulos.
Em outubro de 2003, apaixonados capa-pretas começaram a fazer um movimento na esperança de ajudar o Rio Branco, que estava em dificuldades.[carece de fontes?]
Em 2005, o Rio Branco foi rebaixado no Campeonato Capixaba pela primeira vez, mas o descenso aconteceu sem o alvinegro entrar em campo. Com crise financeira, a diretoria desistiu da disputa. Ainda em 2005 o Brancão jogou a Série B com jogadores emprestados pelo Vilavelhense e conseguiu retornar à Série A.
Ao passar por uma reestruturação administrativa em 2006, o Rio Branco voltou a ter credibilidade. A venda do seu estádio ao governo, em 2008, levantou verba para pagar suas dívidas e para a construção de um centro de treinamento. Dentro das quatro linhas, essa reestruturação rendeu frutos. O time chegou a quatro finais em três anos: Copa Espírito Santo em 2008 e 2009 e Capixabão em 2009 e 2010. Na última, o gigante capixaba conseguiu sua redenção conquistando o título depois de 24 anos.

### Atualidade (2011–presente)

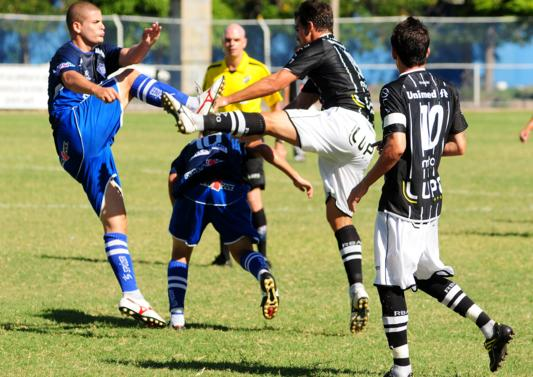
Clássico Vi-Rio disputado em 2011.

O clube foi rebaixado com uma rodada de adiantamento no ano do centenário, após empreender uma campanha pífia no Campeonato Capixaba de 2013. Durante o primeiro semestre, o clube demitiu três técnicos, não definiu um elenco fixo e sofreu vários empates e derrotas inesperadas.
Em 2015, o Rio Branco conquista o 37º título capixaba depois de herdar a vaga na Série A desse ano devido desistência do Colatina.
No primeiro jogo derrota a Desportiva Ferroviária por 1 a 0 e com um empate de 1 a 1 no segundo jogo, garante o título.
Na Copa Espírito Santo de 2016, o Rio Branco chega a sua quinta final na história dessa competição. No jogo de ida da final, contra o até então atual campeão da competição, houve empate em 1 a 1 no Estádio Engenheiro Araripe. Já no jogo da volta o Brancão derrota o Espírito Santo por 2 a 0 no Estádio Kleber Andrade e conquista o título pela primeira vez em sua história e vaga inédita na Copa Verde, depois de empreender uma boa campanha na competição, com 24 gols marcados, 6 gols sofridos, 7 vitórias, 4 empates e apenas uma derrota.
Rio Branco estreia na Copa Verde de 2017 com vitória de 2 a 0 no jogo de ida contra o Tocantins de Miracema no Estádio Castanheirão em Miracema do Tocantins.
No jogo de volta o Rio Branco goleia por 5 a 2 no Estádio Kleber Andrade e classifica-se às quartas de final.
Com empate em 2 a 2 em casa contra o Luverdense, o Rio Branco é eliminado da competição por ter perdido a partida de ida em Mato Grosso.
No Campeonato Capixaba de 2017, o Brancão sofre seu segundo rebaixamento na década.
No ano seguinte, conseguiu o retorno à Série A ao conquistar o título da Série B em cima do Estrela do Norte.
Na Copa do Brasil de 2021, o Rio Branco vence pela primeira vez em sua sexta participação nesta competição e classifica-se à segunda fase. O Capa Preta derrotou de virada por 2 a 1 o Sampaio Corrêa no Estádio Kleber de Andrade. Na segunda fase perde para o Vitória da Bahia por 2 a 0 no Estádio Barradão em Salvador sendo eliminado da competição.
Na Copa Espírito Santo de 2023, o Rio Branco chega a sua sexta final na história dessa competição. Em final única contra o Serra, o clube acabou sucumbindo à força serrana.
Em 2024, o Rio Branco Atlético Clube torna-se o campeão do Campeonato Capixaba de Futebol de 2024 ao vencer o xára Rio Branco Futebol Clube de Venda Nova do Imigrante, após acirrada disputa de penalidades e levanta a sua 38ª conquista estadual.
Em 2025, o Rio Branco tornou-se bicampeão Capixaba, ao derrotar na final o Porto Vitória por 2x0 e conquistar o 39º título e se tornando o maior vencedor do campeonato estadual.

## Estádios
Depois de uma disputa de influências políticas entre o Rio Branco e seu histórico rival, Vitória, o Capa Preta construiu o Estádio Governador Bley, no bairro de Jucutuquara em Vitória, em 1934. O Estádio Governador Bley foi palco de muitas conquistas da história do Rio Branco, como o hexacampeonato capixaba - 1934–1939. Hoje o Bley é pertencente ao Instituto Federal do Espírito Santo (IFES).
Anos depois o clube buscou um novo terreno, no bairro de Campo Grande (Cariacica), na Região Metropolitana de Vitória, onde sonhou construir o mais moderno estádio do estado, o Estádio Kleber Andrade (Em homenagem a um antigo presidente do clube). O projeto inicialmente previa capacidade para 80.000 pessoas sendo o maior do Espírito Santo e um dos maiores do Brasil. A inauguração foi em 1983 em um amistoso entre Rio Branco e Guarapari, vencido pelo time da casa por 3 a 2. Apesar das grandes pretensões em construir o maior estádio do estado, o Estádio Kleber Andrade nunca teve suas obras finalizadas, mas foi a casa do time por muitos anos e o principal estádio do Espírito Santo. O Rio Branco criou raízes em Campo Grande que hoje abriga grande parte da torcida Capa-Preta.
Em 2008, o estádio foi vendido ao governo do estado do Espírito Santo, possibilitando ao clube quitar seus débitos e também poder planejar o início da construção do Centro de Treinamento. Ainda neste ano, o Rio Branco Atlético Clube voltou a ter sede administrativa na cidade de Vitória, mas precisamente na Avenida Nossa Senhora da Penha no bairro de Santa Lúcia.
Depois uma série de administrações que não conseguiram resolver completamente os problemas do clube, restou ao Rio Branco, como patrimônio físico, uma área de aproximadamente 60.000 m² localizada em Portal de Jacaraípe, onde será erguido o CT Capa-Preta.

## Símbolos

### Escudo
| Evolução do Escudo do Rio Branco Atlético Clube | Evolução do Escudo do Rio Branco Atlético Clube | Evolução do Escudo do Rio Branco Atlético Clube | Evolução do Escudo do Rio Branco Atlético Clube | Evolução do Escudo do Rio Branco Atlético Clube | Evolução do Escudo do Rio Branco Atlético Clube | Evolução do Escudo do Rio Branco Atlético Clube | Evolução do Escudo do Rio Branco Atlético Clube |
| 1913                                            | 1930                                            | 1988                                            | 1993                                            | 2004                                            | 2013                                            | 2013                                            | Presente                                        |
| ----------------------------------------------- | ----------------------------------------------- | ----------------------------------------------- | ----------------------------------------------- | ----------------------------------------------- | ----------------------------------------------- | ----------------------------------------------- | ----------------------------------------------- |

## Diretoria

### Lista de Presidentes do Conselho Diretor
1º - 1913/15 - Nestor Ferreira Lima
2º - 1915/16 - Oscar Alves de Araújo
3º - 1916/17 - José Maria Valente
4º - 1917/18 - Luiz Alves Pires
5º - 1918/19 - Artur Lopes
6º - 
1919/20 - Otávio Alves de Araújo
1920/21 - Otávio Alves de Araújo
7º - 1921 - Alcino Amorim
8º - 1921/22 - Cipriano Cabral
9º - 
1922/23 - Artur Lopes da Silva
1923/24 - Artur Lopes da Silva
10º - 1924/25 - Carlos Ribeiro
11º - 1925/26 - Angenor Santos
12º - 1926/27 - Guilherme Abaurre
13º - 1927/28 - Eduardo Andrade e Silva
14º - 
1928/29 - Luiz Derenzi
1929/30 - Luiz Derenzi
15º - 1930/31 - Luiz Gabeira
16º - 
1931/32 - Carlos Marciano Medeiros
1932/34 - Carlos Marciano Medeiros
17º - 1934/36 - Carlos Marciano Medeiros
18º - 1936/38 - Gilberto Paixão
19º - 1938/39 - João Freitas
20º - 1939/41 - Elísio Vieira Modenesi
21º - 
1941/43 - Luiz Gabeira
1943/45 - Luiz Gabeira
22º - 1945/47 - Alberto Ferreira da Silva
23º - 
1947/49 - Rui Martins
1949/50 - Rui Martins
24º - 1950/52 - Luiz de Lima Freitas  
25º - 1952/54 - Alaor Queiroz de Araújo
26º - 1954/56 - César Nonato
27º - 1956/58 - Alaor Queiróz de Araújo
28º - 1958/60 - Rui Martins 
29º - 1960/62 - Namyr Carlos de Sousa 
30º - 1962/64 - Manoel Ferreira 
31º - 1964/66 - Carlos Calmon
32º - 1966/68 - Kleber José de Andrade 
33º - 1968/69 - Arabelo do Rosário
34º - 1969/70 - Carlos Feliciano Martins (Carlinhos Gabiru) 
35º - 1970/72 - Edson de Oliveira Bourguignon 
36º - 
1972/74 - Kleber José de Andrade 
1974/76 - Kleber José de Andrade 
1976/78 - Kleber José de Andrade
1978 - Kleber José Andrade
37º - 1978/80 - Álvaro Abaurre 
38º - 
1980/82 - Edson de Oliveira Bourguignon 
1982/84 - Edson de Oliveira Bourguignon
39º - 1984/86 - Manoel Ferreira
40º - 1985/87 - Estevão Bertúcio Loss
41º - 1987/89 - Djalma de Sá Oliveira Filho
42º - 1989/91 -
43º - 1991/93 -
44º - 1993/95 -
45º - 1995/97 -
46º - 1997/99 -
47º - 1990/2001 -
48º - 2001/03 -
49º - 2003/05 -
50º - 
2005/07 - Paulo Sérgio Marangoni
2007/08 - Paulo Sérgio Marangoni
51º - 
2008/09 - Maurício Cezar Duque
2009/12 - Maurício Cezar Duque
2012/15 - Maurício Cezar Duque
2015/16 - Maurício Cezar Duque
52º - 2016/18 - Zonaiker Ali Saleh 
53º - 2018 - Cesar Franklyn Costa
54º - 2018/21 - Luciano Fernandes Mendonça
55º - 2021 - Marcos Wagner Jesus Servare Junior
56º - 2021/24 - Paulo Cezar da Silva Pacheco

## Títulos
| ESTADUAIS  | ESTADUAIS                        | ESTADUAIS | ESTADUAIS |
|            | Competição                       | Títulos   | Temporadas |
| ---------- | -------------------------------- | --------- | --- |
|            | Campeonato Capixaba              | 39        | 1918, 1919, 1921, 1924, 1929, 1930, 1934, 1935, 1936, 1937, 1938, 1939, 1941, 1942, 1945, 1946, 1947, 1949, 1951, 1957, 1958, 1959, 1962, 1963, 1966, 1968, 1969, 1970, 1971, 1973, 1975, 1978, 1982, 1983, 1985, 2010, 2015, 2024 e 2025 |
|            | Copa Espírito Santo              | 1         | 2016 |
|            | Campeonato Capixaba - Série B    | 2         | 2005 e 2018 |
|            | Torneio Início do Espírito Santo | 24        | 1918, 1920, 1921, 1924, 1925, 1928, 1929, 1930, 1931, 1932, 1934, 1935, 1936, 1940, 1942, 1947, 1956, 1957, 1959, 1962, 1964, 1968, 1969 e 1970                                                                                           |
| MUNICIPAIS |                                  |           | |
|            | Competição                       | Títulos   | Temporadas |
| Vitória    | Taça Cidade de Vitória           | 27        | 1918, 1919, 1921, 1924, 1929, 1930, 1934, 1935, 1936, 1937, 1938, 1939, 1941, 1942, 1945, 1946, 1947, 1949, 1951, 1957, 1958, 1959, 1964, 1965, 1967, 1969 e 1971                                                                         |

## Recordes e estatísticas

### Participações
|  | Participações em 2025 |

| Competição              | Competição            | Temporadas | Melhor campanha         | Estreia | Última | P | R |
| Espírito Santo (estado) | Campeonato Capixaba   | 105        | Campeão (39 vezes)      | 1917    | 2025   |   | 3 |
| Espírito Santo (estado) | Série B               | 3          | Campeão (2005 e 2018)   | 2005    | 2018   | 3 |   |
| Espírito Santo (estado) | Copa Espírito Santo   | 20         | Campeão (2016)          | 2003    | 2025   |   |   |
|                         | Copa Verde            | 4          | Quartas de final (2017) | 2017    | 2025   |   |   |
| Brasil                  | Campeonato Brasileiro | 13         | 3º colocado (1937)      | 1937    | 1987   |   | 1 |
| Brasil                  | Série B               | 4          | 15º colocado (1983)     | 1980    | 1989   | – | – |
| Brasil                  | Série C               | 5          | 8º colocado (1995)      | 1995    | 2003   | – | – |
| Brasil                  | Série D               | 5          | 11º colocado (2015)     | 2009    | 2025   | – |   |
| Brasil                  | Copa do Brasil        | 7          | 2ª fase (2021)          | 1999    | 2025   |   |   |

### Maiores artilheiros
| Pos. | Jogador          | Período          | Gols |
| ---- | ---------------- | ---------------- | ---- |
| 1.   | Alcy Simões      | 1930–31; 1934–50 | 213  |
| 2.   | Carlinhos Gabiru | 1957–63          | 136  |
| 3.   | João Francisco   | –                | 91   |
| 4.   | Cícero           | –                | 80   |
| 5.   | Alcenir          | 1959–67          | 76   |
| 6.   | Baiano           | 1972–80          | 74   |
| 7.   | Gilberto Paixão  | 1916–28          | 70   |

### Maiores goleadas em jogos oficiais
| #  | Data                    | Jogo                        | Placar |
| -- | ----------------------- | --------------------------- | ------ |
| 1  | 5 de Maio de 1945       | Rio Branco x América        | 15 – 0 |
| 2  | 10 de fevereiro de 2010 | Rio Branco x Espírito Santo | 14 – 2 |
| 3  | 27 de agosto de 1944    | Rio Branco x Vasco Coutinho | 12 – 1 |
| 4  | 30 de junho de 1913     | Rio Branco x Vitória-ES     | 10 – 0 |
| 7  | 20 de junho de 1934     | Rio Branco x Vinte e Nove   | 10 – 0 |
| 8  | 2 de setembro de 1934   | Rio Branco x Santa Isabel   | 10 – 0 |
| 9  | 14 de março de 2020     | Rio Branco x Linhares       | 10 – 0 |
| 10 | 3 de dezembro de 1943   | Rio Branco x Portugal       | 9 – 0  |
| 11 | 7 de março de 1963      | Rio Branco x União          | 9 – 0  |

### Público recorde no Espírito Santo
É do Rio Branco a marca de maior público em uma partida de futebol no Espírito Santo.
Em 1986, o Rio Branco participava do Campeonato Brasileiro da Série A, e no dia 21 de setembro o Capa-preta recebeu o Vasco da Gama-RJ no estádio Kleber Andrade. A torcida alvinegra lotou o estádio e acabou com todos os 32.328 ingressos. Devido a grande quantidade de torcedores de fora, os portões foram abertos e estima-se que mais de 50 mil pessoas tenham assistido ao jogo que terminou 1 a 0 para o Rio Branco.

### Goleiro com recorde mundial de tempo sem tomar gols
Em 1971, o goleiro Jorge Reis atingiu a marca de 1.604 minutos sem levar gols, marca que na época lhe valeu o recorde mundial.
Ainda hoje, Jorge Reis é o terceiro goleiro da história do futebol mundial a ficar mais tempo sem levar gols.

### Rio Branco em Campeonatos Brasileiros (Série A)
- Goleiro com a maior invencibilidade

Rodolfo, 746 minutos (1986)
- Melhor ataque em um campeonato

Série A 1986, 20 gols
- Pior ataque em um campeonato

Série A 1976, 5 gols
- Maior público em casa

32.328 pagantes/60.000 presentes, Rio Branco 1x0 Vasco da Gama-RJ (Kleber Andrade, 21/09/1986)
- Menor público em casa

902 pagantes, Rio Branco 1x4 Vila Nova-GO (Engenheiro Araripe 10/05/1978)
- Maior sequência de vitórias

3 vitórias, (1984)
- Maior série invicta

9 jogos, (1986)
- Maior sequência de derrotas

6 jogos, (1976 e 1983)
- Maior jejum de vitórias

7 jogos, (1976)
- Maior goleada aplicada

Rio Branco 4x0 Piauí (Engenheiro Araripe, 17/09/1986)
- Maior artilheiro

Mazolinha e Jones, 9 gols (1986)
- Maior artilheiro em um jogo

2 Gols, Dé (Rio Branco 3x1 Cruzeiro-MG, Mineirão, 4/02/1984);
Baiano (Santa Cruz-PE 3x3 Rio Branco, Arruda, 4/11/1976);
Rogério (Comercial-MS 1x2 Rio Branco, Morenão, 17/06/1978);
Rio Branco 2x2 Santos-SP, Engenheiro Araripe, 23/04/1978);
China (Rio Branco 2x0 Ceará, Kleber Andrade, 14/12/1986);
Mazolinha (Sobradinho 2x3 Rio Branco, Rei Pelé, 23/11/1986), (Rio Branco 2x1 Internacional-RS, Kleber Andrade, 16/11/1986) e (Rio Branco 4x0 Piauí, Engenheiro Araripe, 17/09/1986);
Jones (Rio Branco 2x3 Sobradinho, Kleber Andrade)

## Rivalidades

### Dérbi Capixaba
Seu maior rival é a Desportiva Ferroviária, e contra ela faz o maior clássico do estado, pois são os dois maiores campeões estaduais.
- Partidas: 226
- Vitórias do Rio Branco: 75
- Empates: 76
- Vitórias da Desportiva Ferroviária: 75
- Gols do Rio Branco: 202
- Gols da Desportiva Ferroviária: 204

### Vi–Rio
Junto ao Vitória FC protagoniza o maior clássico da cidade de Vitória, apelidado de Vi–Rio. É considerado por muitos como o clássico mais charmoso pois é o mais antigo do estado, além de ser cercado de diversas histórias.
- Partidas: 365
- Vitórias do Rio Branco: 169
- Empates:110
- Vitórias do Vitória FC: 86
- Gols do Rio Branco: 501
- Gols do Vitória FC: 347

## Rankings

### Ranking da CBF
Ranking atualizado em dezembro de 2024.
- Posição: 186º
- Pontuação: 202 pontos

É o ranking criado pela Confederação Brasileira de Futebol para pontuar todos os clubes do Brasil segundo a classificação em competições nacionais nos últimos cinco anos.

### Ranking Placar
- Posição: 32º
- Pontuação: 37 pontos

Ranking criado pela Revista Placar para pontuar clubes de futebol no Brasil.

## Outros esportes

### Futebol de areia
Em parceria com a Escola de Craques Bruno Malias, o Rio Branco lançou no dia 15 de março de 2011, o Rio Branco Beach Soccer.
A diretoria do Rio Branco foi representada pelo diretor comercial do clube, Pedro Paulo Bolzani, que frisou a importância do momento para o clube: "Hoje vocês não estão mais sozinhos, estaremos juntos e buscando melhorias e conquistas sempre. Estamos muito felizes em fortalecer com o nome do nosso clube essa modalidade tão importante e respeitada que é o beach soccer".
No jogo de estreia, em Itapemirim, no sul do Espírito Santo, a equipe do Rio Branco derrotou o Vasco da Gama, atual campeão do Torneio Rio-São Paulo, por 2 a 1.
O Rio Branco contou com jogadores como o goleiro Mão, da Seleção Brasileira, e os tricampeões brasileiros de beach soccer pela Seleção do Espírito Santo, Bruno Malias, Rafinha, Rui e Buru (eleito melhor jogador de futebol de areia pela FIFA em 2007).
O Rio Branco ganha o qualifying Sul/Sudeste/Centro-Oeste realizado no Centro Esportivo Tancredo de Almeida Neves, o Tancredão, em Vitória, contava com Botafogo-RJ, Gama-DF e Brasil de Pelotas-RS e garante vaga na Copa Brasil de 2016 em São Luís, Maranhão.
O time disputa a Copa Brasil no grupo com Vasco da Gama, Flamengo e Sport Recife, classificando-se para semifinal.
Na semifinal o Rio Branco perde para o Sampaio Corrêa por 4 a 0.
O Rio Branco perde a disputa pela terceira colocação para o Vasco da Gama por 3 a 2 na Arena Domingos Leal, na Lagoa da Jansen, terminando a competição na quarta colocação.
Em 2016, o Rio Branco em parceria com o Meninos da Ilha liderado por Bruno Malias conquista a Super Etapa do Vitória Beach Soccer Cup derrotando o Cerezo Soccer na final por 8 a 5.
O time disputou o Campeonato Brasileiro de Futebol de Areia de 2017 na Praia do Gonzaga, Santos com a participação de mais sete equipes, competição que dava ao campeão vaga na primeira edição da Copa Libertadores de Futebol de Areia.
Na primeira fase termina na segunda posição do grupo com duas vitórias e uma derrota e disputa a terceira colocação da competição contra o Botafogo, segundo colocado do outro grupo.
Nessa disputa perde por 11 a 3 e termina na quarta colocação.

#### Campanhas de destaque
- Campeão do Qualifying Sul/Sudeste/Centro-Oeste da Copa Brasil: 2016
- 4º Colocado da Copa Brasil: 2016

### Futebol 7Society
Foi fundado no ano de 2014, em parceria com o Projecta Sete. No mesmo ano o Rio Branco/Projecta Sete foi campeão da primeira edição da Liga Mundial de Clubes de Futebol 7, organizado pelo Football 7 Worldwide, em torneio realizado em São José dos Pinhais, Paraná. Na final derrotou o time mexicano Sidekicks na disputa por shoot-outs após empate de 1 a 1 no tempo normal.

### Futebol americano
Em 21 de janeiro de 2013, o Rio Branco firma parceria com o ISFA (Instituto Serrano de Football Americano) para disputar competições nacionais com o nome Rio Branco Cabritos.
Em 2016 termina a parceria e o time torna a usar o nome de Cabritos Futebol Americano.

### Futsal
Em 2013, o Rio Branco se une ao futsal: O Presidente do Rio Branco, Maurício Cézar Duque, reforça o fortalecimento que as parcerias trazem para o clube: "É o retorno do Rio Branco ao futsal, com previsão de disputar todas as categorias, e a entrada em um esporte que tem um público novo e crescente. Será a marca Rio Branco cada vez mais forte no esporte."

## Torcidas
Desde o início do futebol no Espírito Santo, o Rio Branco é o time mais popular do estado. Existem relatos de torcidas organizadas já na década de 1920.
Pesquisas na década de 1980 apontavam que o clube tinha cerca de 40% da torcida do estado. Pesquisas mais recentes do Instituto Futura, mostram o Rio Branco na preferência do torcedor capixaba.
Abaixo algumas torcidas organizadas do clube em atividade:
- Torcida Organizada Comando Alvinegro
- Torcida Alcoolizada Brancachaça
- Torcida Organizada União Capa Preta
- Torcida Barra Brava Juventude e Vigor
- Movimento Branca ralho

São torcidas organizadas do Rio Branco Atlético Clube:
- Torcida Organizada Comando Alvi-Negro — iniciou suas atividades na Copa Espírito Santo de 2007, sendo fundada em 26 de março de 2007, no início formada por apenas 15 integrantes. Seu nome é uma alusão a uma torcida antiga do mesmo clube, que existiu na década de 1990, mas com a qual no entanto não possui mais nenhuma relação, além do fato de terem sido duas torcidas do mesmo clube, existentes em épocas diferentes.[42] Seu lema é "Amor eterno pelo Rio Branco."
- Torcida Organizada Força 12 — desde 21 de junho de 1999
- Torcida Organizada Força Alvi-Negra
- Torcida Força Independente
- Torcida Organizada Comando Alvi-Negro — da década de 1990, extinta
- Torcida Juventude e Vigor — extinta
- Torcida Organizada Bola Branca — desde 1976